# Patinoire du Baron
Pour les articles homonymes, voir Baron.
La patinoire du Baron est une patinoire française située à Orléans, dans le département du Loiret et la région Centre-Val de Loire.

## Description

Patinoire du Baron

La patinoire est située à l'intérieur du complexe du Baron qui a été inaugurée le 15 février 1977.
Elle offre une piste de glace de 56 mètres de long sur 26 mètres de large. Sa capacité d’accueil est de 920 places assises
La patinoire est ouverte au public pendant huit mois de l'année, de septembre à avril.

## Clubs résidents
Les clubs résidents sont l'ASO danse sur glace, l'USO patinage artistique, l'USO patinage de vitesse et l'Orléans Loiret Hockey sur Glace.

## Événements
- Les championnats de France de patinage artistique 2007 en décembre 2006.
- Les Masters de patinage artistique y sont organisés tous les ans de 2008 à 2015.